# فلورین کوفت

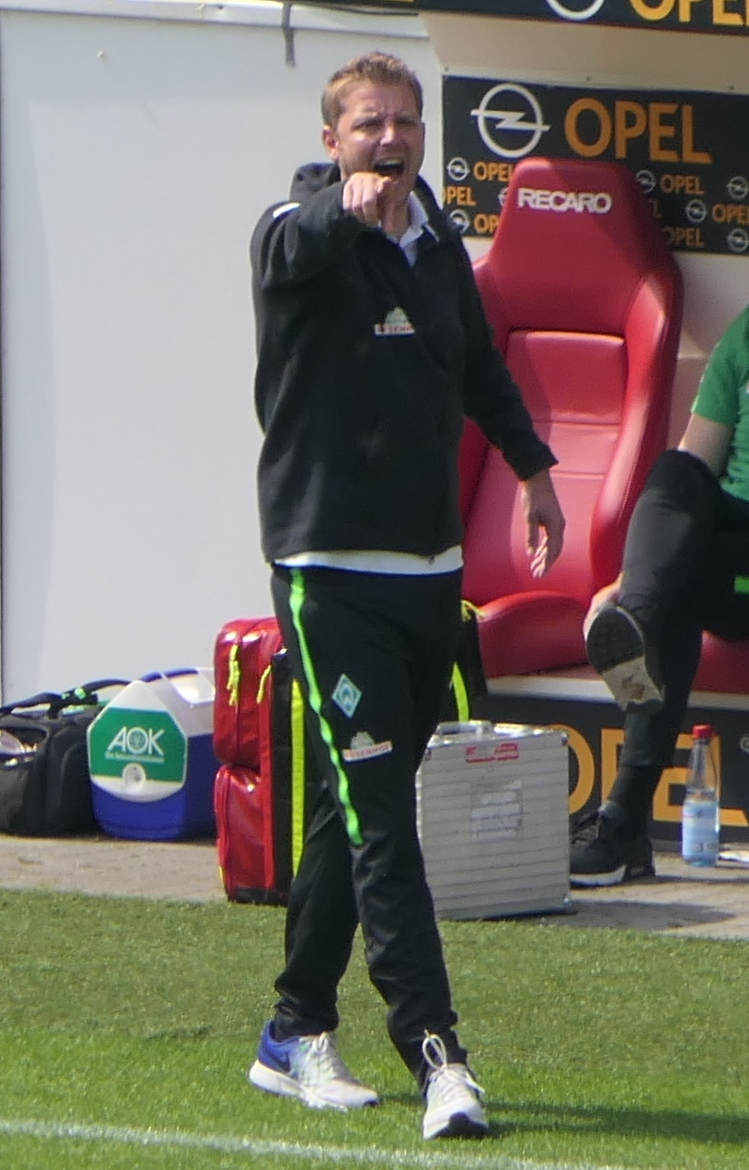
فلورین کوفت در سال ۲۰۱۸

فلورین کوفت (متولد ۵ اکتبر ۱۹۸۲) یک مربی فوتبال آلمانی است، در حال حاضر او مربی تیم دوم وردربرمن است.
او بعد از اخراج الکساندر نوری از باشگاه ورزشی وردر برمن به عنوان سرمربی این تیم انتخاب شد.